# アラスの和約 (1435年)
アラスの和約（フランス語: Traité d'Arras, 英語: Treaty of Arras）は、百年戦争中の1435年9月21日にフランスとブルゴーニュが結んだ講和条約。ブルゴーニュはそれまで同盟していたイングランド側から離脱してフランスと和睦、百年戦争の帰趨を決定した。
和約が締結されたフランス北部の町アラスで、本来イングランド・フランス・ブルゴーニュの和睦締結のため開催されたアラス会議（フランス語: Congrès d'Arras）についても説明する。

## 経過

### ブルゴーニュの和睦提案
1429年にジャンヌ・ダルクがオルレアン包囲戦、パテーの戦いでイングランドに連勝、7月17日にランス大聖堂でフランス王シャルル7世の戴冠式が行われると、イングランド優勢だった戦況の風向きが変わり始め、フランスとブルゴーニュ公フィリップ3世（善良公）の間で度々休戦協定が交わされ、ブルゴーニュが同盟国イングランドにフランスとの和睦を勧告するようになった。イングランドは戦況がまだ自国に有利であったため話に応じなかったが、ブルゴーニュは戦争の負担増加を理由に単独講和・離脱をほのめかし、徐々にフランスへ傾いていった。
ブルゴーニュとローマ教皇庁が和睦を働きかけると、乗り気でなかったイングランドも承諾して、1435年にフィリップ善良公が主催するアラス会議が開かれた。しかし一方で、ブルゴーニュとフランスは和睦に向けてイングランド抜きの話し合いを会議開催前からしており、1434年12月から1435年2月にかけて善良公とシャルル7世の側近アルテュール・ド・リッシュモンがヌヴェールで会談、和睦の条件を取り決めていた。これがアラスの和約の元になっていた。

### アラス会議
1435年7月から8月まで、アラスでフランス・イングランド・ブルゴーニュの3ヶ国がそれぞれの代表使節団を派遣、仲介を目的に教皇庁代表として教皇エウゲニウス4世の名代である教皇使節ニッコロ・アルベルガティ枢機卿も交えた会議が8月5日に聖ヴァースト修道院で始まった。当時のアラスは家屋の数が2,400と言われていたが、使節団は1,000人の随行団を引き連れ、それらの警護や商人も集い、当時のアラスは人口を超える5,000人以上の人々が行き交っていたとされる。
フランスはブルボン公とリッシュモンなどが大貴族、各都市の代表やシャルル7世の役人など雑多な顔触れと共に参加、イングランドはヘンリー・ボーフォート枢機卿が首席代表として参加、ブルゴーニュはフィリップ善良公が領内の貴族、都市代表などを連れて参加した。教会側も前教皇マルティヌス5世の代から和睦交渉に携わっていたアルベルガティが参加した他、別グループとしてスイスのバーゼル公会議からも使節が派遣されている。
会議はイングランドとフランスの主張が真っ向から対立した。イングランド側はフランス王はイングランド王ヘンリー6世であり、シャルル7世はあくまでその臣下であるというトロワ条約の内容を持ち出して主張、対するフランス側はイングランドがフランス王位を放棄、パリとその周辺地域も明け渡せば北のノルマンディーと西のギュイエンヌ領有を認めるという、イングランドとは反対の提案をした。会議は平行線を辿り、9月6日にイングランド使節団はアラスを退去した。それを待っていたかのように、フランスとブルゴーニュ間の交渉は活発になり、表ではリッシュモンとフィリップ善良公が交渉を打ち合わせ、裏ではシャルル7世の役人が善良公の官僚達を買収、ヌヴェールで決めた和睦条件を下地にして、より詳細に突き詰めていき、両国の会談は短期間で進められていった。
そして9月21日、フランスとブルゴーニュの和睦が発表されアラスの和約が締結された。内容は次の通り。
1. 1419年に、シャルル7世の支持者がフィリップ善良公の父ジャン1世（無怖公）を暗殺した事件をシャルル7世は善良公に謝罪する。
2. ペロンヌ・アミアン・サン＝カンタンなど幾つかの土地をシャルル7世が善良公に譲渡する。
3. 善良公1代に限りシャルル7世への臣従を免除する。

和約はアルベルガティら教会側が保証し、合わせてイングランド・ブルゴーニュの同盟を決めたトロワ条約の無効も宣言、フランスの主導権を巡り争ったアルマニャック派とブルゴーニュ派の和解も果たされた。なお、締結前の9月14日にヘンリー6世の叔父で摂政のベッドフォード公ジョンがルーアンで急死しているが、その死因は交渉の失敗による心労とされている。

### 和約締結後の3ヶ国
イングランドはフランス王権を頑なに放棄しなかったことと、ブルゴーニュとフランスの関係修復に注意を払わなかったことが原因で、ブルゴーニュを失う失策を犯した。一方のフィリップ善良公はイングランドと戦争しないことを書き送ったが、怒り心頭のイングランドはロンドン市内のフランドル商人を血祭りにあげ、海上でフランドルの商船を襲撃、ホラントなどフランドル諸都市の反乱を扇動してブルゴーニュとの戦争準備を進めた。善良公も対抗措置としてイングランド領であったカレーを包囲したが失敗、ブリュージュ・ヘントの両都市も反乱を起こして足元が揺らいだ。善良公はイングランドとの貿易が中断された状況に危機感を抱き、1439年に休戦協定が結ばれ、1445年に通商協定も締結されたことでイングランド・ブルゴーニュの友好関係は修復された。
自由な裁量権を得たフィリップ善良公は関心をネーデルラントへ向け、1443年にルクセンブルクを獲得、反乱を起こした都市の鎮圧に成功して領内の安全を確保、リエージュ司教領などの干渉も行い北へ領土を伸ばしていった。フランスはリッシュモンの指揮下でイングランドからの領土奪還を推し進め、1436年にパリを取り戻したのを契機にイングランド領諸都市を次々と落としていき、1440年に貴族の反乱（プラグリーの乱）も鎮圧して軍事改革・強化を進めていった。イングランドはフランスの反撃に対抗できず、国内で派閥抗争が長引いたために内部分裂を引き起こした。そのために有効な対策が打てず、1450年にフォルミニーの戦いで大敗してノルマンディーを喪失し、1453年にカスティヨンの戦いにも敗れ、ギュイエンヌも奪われて敗戦を迎えることになる。
アラスの和約はどの国が1番利益を得たか議論されているが、ブルゴーニュの外交の勝利とする意見があれば、ブルゴーニュをイングランドから引き離したフランスこそ勝者とする異論が出されている。フィリップ善良公の目的についても一致せず、フランスの政治的立場を確保したいという解釈と、ネーデルラント進出で背後を固めるためフランスとの和約に応じたという解釈の双方が出されており、研究者の間で意見が対立している。